# Degrassi: Next Class
Degrassi: Next Class és una sèrie de televisió canadenca que es desenvolupa a l'Univers Degrassi, que va ser creat per Linda Schuyler i Kit Hood el 1979. És la cinquena sèrie en la franquícia Degrassi, després de The Kids of Degrassi Street, Degrassi Junior High, Degrassi High, i Degrassi: The Next Generation. La sèrie va ser creada per Linda Schuyler, Stephen Stohn, Sarah Glinski, i Matt Huether i va ser produïda pel DHX Studios Toronto (una subsidiària de DHX Media). Els productors executius van ser Schuyler, el seu marit Stephen Stohn, Sarah Glinski, i Matt Huether. La sèrie es va rodar als estudis Epitome de Toronto, Ontario.
El 7 de març de 2019, el director i productor de la sèrie, Stefan Brogren, va confirmar la seua cancel·lació a Netflix.